# Бибертал (Хесен)
Бибертал (њем. Biebertal) општина је у њемачкој савезној држави Хесен. Једно је од 18 општинских средишта округа Гисен. Према процјени из 2010. у општини је живјело 10.058 становника. Посједује регионалну шифру (AGS) 6531002.

## Географски и демографски подаци
Бибертал се налази у савезној држави Хесен у округу Гисен. Општина се налази на надморској висини од 194 метра. Површина општине износи 43,9 km².

## Становништво
У самом мјесту је, према процјени из 2010. године, живјело 10.058 становника. Просјечна густина становништва износи 229 становника/km².

## Међународна сарадња
| Мјесто | Држава               | Врста сарадње | Од    |
| ------ | -------------------- | ------------- | ----- |
| Денби  | Уједињено Краљевство | партнерство   | 1991. |
|        | Француска            | партнерство   | 1969. |
| Извор  |                      |               |       |